# Fatah Gharbi
Fateh Gharbi (12 de março de 1983) é um futebolista profissional tunisiano que atua como defensor.

## Carreira
Fateh Gharbi representou o elenco da Seleção Tunisiana de Futebol no Campeonato Africano das Nações de 2013.